# Estoril
Estoril je naselje od 23 696 stanovnika u općini Cascais u sredini Portugala (Regija Lisabon, Distinkt Estoril) Estoril nema status grada, već je zapravo samo kvart (freguesia) Cascaisa. 
Estoril je ladanjsko naselje pored Lisabona, sjedište jednog od najvećih europskih kazina i brojnih luksuznih hotela i golf igrališta.

## Zemljopisne karakteristike
Estoril se prostire duž Rivijere Estoril-Sintra (Costa de Estoril-Sintra zvane i Costa de Lisboa), ta rivijera počinje 15-ak km zapadno od Lisabona od mjesta Carcavelos i proteže se sve do Guincha na zapad. Dobar dio mjesta zauzima Park prirode Sintra-Cascais.
Povijesni Estoril je bio sastavljen od nekoliko sela položenih duž obale Atlanskog oceana a ona su bila (s lijeva na desno); São Pedro do Estoril, São João do Estoril, Santo António do Estoril (danas se to naselje zove Estoril) i brda Monte Estoril u unutrašnjosti.

## Povijest
Na mjestu današnjeg Estorila pronađeni su ostatci rimske ville rustica stare 2000 godina. 
Od srednjeg vijeka tu je bila ribarska luka, i sela koja su se bavila poljoprivredom. Tako je bilo sve do prve polovice 20. st. kad je otvorena Kockarnica. Za vrijeme Drugog svjetskog rata i odmah nakon njega su dva portugalska industrijalca Fausto Cardoso de Figueiredo (koji je već izgradio kazino) i njegov partner Augusto Carreira de Sousa, izgradili u Estorilu više luksuznih hotela i pretvorili ga u internacionalnu turističku destinaciju, namijenjenu gostima dubljeg džepa.
Brojni prognani europski vladari i kraljevi odabrali su Estoril kao svoj novi dom, tu je nakon Drugog svjetskog rata živio i umro bivši mađarski regent Miklós Horthy (od 1945. do 1957.), španjolski kralj Juan Carlos I., talijanski Umberto II. i rumunjski Carol II.

## Autodrom Estoril
Na autodromu u Parku Monsanto, vozile su se do 1960-ih utrke Formule 1, nakon tog su ga istisnuli atraktivniji autodromi i bogatije zemlje. Od 1960-ih su se tu održavale automobilističke utke nižeg ranga i motociklističke utrke za svjetsko prvenstvo (MotoGP), ali su i one prekinute 1997. zbog novih sigurnosnih uvjeta Međunarodne automobilističke federacije - FIA. Autodrom Estoril je potpuno obnovljen 1999., danas ima 4183 km, na njemu se ponovno voze motociklističke utrke za svjetsko prvenstvo i automobilističke utke nižeg ranga.

## Vanjske poveznice
- Junta de Freguesia do Estoril  Arhivirana inačica izvorne stranice od 7. prosinca 2011. (Wayback Machine)
- Site da Junta de Turismo da Costa do Estoril